# Cop (Album)
Cop ist das zweite Studioalbum der New Yorker Band Swans.

## Inhalt
Cop erschien 1984 als LP auf dem Label K.422 und wurde 1992 parallel auf K.422 und auf Young God als CD veröffentlicht. In der CD-Version wurde das neu gemasterte Album zuerst um die Young-God-EP und 1999 zusätzlich um die Alben Greed und Holy Money ergänzt. Alle Veröffentlichungen enthalten den Hinweis, das Album sei dafür „geschaffen, um bei maximaler Lautstärke gespielt zu werden“ („designed to be played at maximum volume“).
Auf Cop verschärften die Swans den Stil ihres Debütalbums Filth (1983), indem sie ein noch langsameres Tempo und mehr Loops von alten Kassetten nutzten, um einen noch aggressiveren und rohen Klang zu erzeugen. Textlich ist dieses Album auch politisch angehaucht: Das Titelstück Cop wendet sich in aggressiver und sarkastischer Weise gegen Gewalttätigkeit und Überlegenheitsgefühle der Polizei. In der frühen Phase der Swans kam es dank der extremen Lautstärke ihrer Auftritte vor, dass die Polizei Konzerte von ihnen abbrach und auflöste.
Laut Jarboe, die erst beim nächsten Album Greed zur Band dazustieß, zeigt das undeutliche Foto in der Mitte des Covers eine Nahaufnahme des Profils einer extrem übergewichtigen Frau.

## Rezeption
allmusic vergab vier von fünf Sternen an das Album. Die Zeitschrift Forced Exposure lobte im Sommer 1985 den brutalen Klang der Platte:

„Diese Platte EXPLODIERT einfach mit einem hässlich-ekstatischen Animus, genug roher spiritueller Elektrizität, um selbst die größten Manisch-Depressiven lebendig und bei Bewusstsein durch Weihnachten UND Neujahr zu bringen. Ich bin überwältigt davon, umgehauen und auf mein altes Hinterteil gefallen durch den exquisiten/entsetzlichen Wirbel von Emotion und akustischem Exzess.“

## Titelliste
Alle Titel von den Swans.
1. Half Life – 4:18
2. Job – 4:46
3. Why Hide – 5:50
4. Clay Man – 5:05
5. Your Property – 4:48
6. Cop – 6:47
7. Butcher – 4:02
8. Thug – 5:12